# Ferdinando IV a cavallo con la corte
Il Ferdinando IV a cavallo con la corte è un dipinto olio su tela di Antonio Joli, realizzato nel 1760 e conservato all'interno del Museo nazionale di Capodimonte, a Napoli.

## Storia e descrizione
Il dipinto è stato realizzato, con un intento chiaramente celebrativo, nel 1760 approfittando della presenza sul posto del giovane re Ferdinando I delle Due Sicilie; la tela, di cui esiste una copia nel Kunsthistorisches Museum di Vienna e in altri musei partenopei, è conservata all'interno della sala 33 del museo nazionale di Capodimonte, nella zona dell'Appartamento Reale della reggia di Capodimonte.
L'opera ha per terma centrale l'uscita a cavallo dalla Reggia di Capodimonte, ancora in costruzione e con il personale di servizio che si affaccia dal piano nobile, di Ferdinando I, ancora bambino, seguito dalla sua corte composta da dignitari, cortigiani e militari; sullo sfondo si apre la città di Napoli, con i suoi palazzi, cupole e campanili, con a destra la certosa di San Martino ed ancora più in fondo si intravede il golfo di Napoli chiuso a sinistra dalla costiera sorrentina, a destra dal capo Posillipo ed al centro dall'isola di Capri. Nel dipinto si possono inoltre notare le differenze strutturali di una reggia ancora in costruzione con quella che sarà una volta terminata, ossia la presenza di finestroni al piano ammezzato e nobile, poi sostituiti da una balconata e la totale assenza del parco, che appare come un'ampia spianatura, senza ancora nessun albero.